# David Pareus
David Wängler (Frankenstein, Silésia, 30 de Dezembro de 1548 — Heidelberg, 15 de Junho de 1622) foi teólogo protestante e reformador alemão. 

## Biografia
Inicialmente, foi aprendiz de boticário e de sapateiro. Em 1564, entrou para a escola de Hirschberg onde o humanista Christoph Schilling lecionava, e que o acompanhou até Amberg em 1566. Logo em seguida matriculou-se no Collegium Sapientiae da Universidade de Heidelberg. Seu pai o deserdou por causa das polêmicas que David causou durante seus tempos de estudante, quando teve Zacharias Ursinus como seu professor. Em 13 de maio de 1571 tornou-se pastor na cidade de Niederschlettenbach e seis meses mais tarde, professor na Escola Pedagógica de Heidelberg. Em 24 de agosto de 1573 ele assumiu como pastor no vilarejo de Hemsbach, que antigamente tinha sido católico romano, e onde, com o consentimento da congregação, ele reconstruiu a igreja dentro das linhas da reforma.
Demitido de seus ofícios um ano após a morte de Frederico III, Eleitor Palatino, Pareus foi nomeado pastor em Oggersheim, em 1577, pelo Conde Palatino João Casimiro (1543-1592). Transferido para Winzingen, em 1580, ele cultivou a amizade com os professores da Academia Casimiriana de Neustadt an der Haardt, que tinha sido fundada por João Casimiro, em 1578. Após a morte de Luís VI (1539-1583),  João Casimiro, atuando como regente do Palatinato, convidou Pareus  como professor do Collegium Sapientiae em setembro de 1584. Pareus tornou-se diretor do colégio em 1591. Em 1598, ele entrou na faculdade de teologia como professor do Velho Testamento e de 1602 até a sua morte ele deu aulas sobre o Novo Testamento. Ele tinha o dom de atrair alunos de todas as partes do mundo. A partir de 1592, ele fez parte do Conselho da igreja do Palatino. Em setembro de 1621, assim que as tropas espanholas se aproximavam do Palatinato, Pareus fugiu para Annweiler, e mais tarde para Neustadt. Depois, quando Frederico V, Eleitor Palatino retornou temporariamente ao Palatinato, Pareus retornou a Heidelberg em maio de 1622, onde veio a falecer em 15 de junho de 1622.
Seu filho Johann Philipp Wängler (1576-1648) sobreviveu a ele, tendo publicado todos os escritos do pai.

## Obras selecionadas
- Aphorismi theologici de ecclesia, quae et sponsa et corpus Christi vocatur - 1599
- Articulus de libero arbitrio seu humani artitriii viribus, Wittenberg 1597
- Articulus de Providdentia Die et aeterna Praedestinatione seu electione filiorum Die ad salutem, Wittenberg 1596
- Calvinus judaizans, 1593;
- Calvinus orthodoxus, h. e. Doctrina orthod. Joh. Calv. de SS. Trinitate ... - 1595
- „Clypeus veritatis catholicae pro sancta Dei veritate et aeterna Christi divinitate“
- Comoediarum libellus (Josephus, Ruth), 1586;
- Confessio v. der Person Christi, 1577, gedr. 1609;
- Controversiae inter theologos Wittenbergenses Wittenberg 1594
- Corpus doctrinae christinae, ecclesiarum papatu reformatorum studio D. Parei - 1621
- Cygnea cautio od. christl. Sterbensgedanken gesangsweise dargestellt, 1615.
- De triumpho Jesuitarum ex colloquio Durlacensi nuper reportato oratio - 1616
- „Disceptatio epistolaris“ - 1604
- In ad Gal. epist. comment - 1614
- In Divinam ad Corinthios priorem S. Pauli Ap. epistolam Commentarius - 1609
- In divinam ad Galatas S. Pauli Apostoli epistolam Commentarius - 1613
- In divinam ad Hebr. S. Pauli epist. comment - 1614
- In divinam Ad Hebraeos S. Pauli Apostoli Epistolam commentarius - 1613
- In Divinam apocalypsin S. Apostoli et Evangelistae Johannis commentarius - 1618
- In Matthaei Evangelium commentarius - 1641
- Irenicum: sive de unione et synodo evangelicorum concilianda liber votivus paci ecclesiae et desideriis pacificorum dicatus - 1615
- Josephus, Comedia Sacra, o. J. (Vorwort am 2. September 1584, erweitert 1586 neu herausgegeben von Eduard Schröder in Marburg 1898, 1899, 1900)
- Libelli IIII de persona Christi eiusque ad dextram Dei sedentis divina maiestate, Marburg 1585
- Methodus ubitquitariae controversiae (Neustadt, 1586)
- Miscellanea catechetica - 1616
- Neustadter Bibel, (Bíblia de Neustadt, 1587)
- Opera Latina - Bibl. Komm. - GA der lat. Schrr., hrsg. v. Helvicus Garthius (Helwig Garthe Hunnius Schwiegersohn), 5 Bände, Wittenberg 1607–09;
- Operum theologicorum: tomi duo, Volume 1 - 1642
- Propositiones de praecipuis christianae religionis capitibus, Marburg 1585
- Rettung der Neustadter Bibel (Neustadt, 1589)
- Themata theologica de iustificatione fidei, Melchior Adam - 1601